# Ottynia
Ottynia (w okresie II Rzeczypospolitej Otynia; ukr. Отинія – Otynija) – osiedle typu miejskiego na Ukrainie, w obwodzie iwanofrankiwskim, w rejonie kołomyjskim. W 2024 roku liczyło ok. 5,1 tys. mieszkańców.
Znajduje się tu powstała w XIX w. stacja kolejowa Ottynia, położona na linii Lwów – Czerniowce.

## Historia
Ottynia została pierwszy raz wspomniana w dokumentach z 1610 roku jako rezydencja magnacka. W 1669 roku Wacław Potocki ufundował w Ottyni pierwszy drewniany kościół pw. Wniebowzięcia Najświętszej Marii Panny. W I Rzeczypospolitej należała województwa ruskiego, pod zaborem austriackim wchodziła w skład prowincji Galicja. W 1880 roku miejscowość liczyła 3714 mieszkańców w tym 1557 Żydów, w 1913 roku liczyła ok. 5000 mieszkańców, w tym 1000 Polaków, 2000 Żydów, 1500 Rusinów oraz 500 Czechów i Niemców. 
W latach 1902–05 w miejscu drewnianej świątyni z 1766 r. wybudowano nowy murowany kościół, którego ołtarz ozdobili artyści sprowadzeni z Tyrolu w 1911 roku.
Przed pierwszą wojną światową w mieście funkcjonowała duża fabryka maszyn rolniczych „Bredt” zatrudniająca ponad 400 pracowników, fabryka znajdowała się w pobliżu dworca kolejowego. W mieście znajdował się dwór i park, własność Łukaszewiczów. Miasto było siedzibą rabinatu, mieszkał tu również rabin „cudotwórca” Chaim Hager.
W II Rzeczypospolitej miasto należało do powiatu tłumackiego w województwie stanisławowskim. W 1931 r. liczyła 4777 mieszkańców, w tym prawie 1000 Polaków. Pozostali to Żydzi, Ukraińcy i Niemcy.  
W latach 1940–1941 okupanci sowieccy zamordowali 5 polskich policjantów oraz zesłali na Syberię kilkudziesięciu Polaków, z których część tam zginęła. W sierpniu 1941 roku doszło w Ottyni do krwawego pogromu ludności żydowskiej z rąk niemieckich oraz mieszkających tu Ukraińców. Żydzi, którzy przeżyli, trafili później do obozu koncentracyjnego. W latach 1941–1946 z rąk nacjonalistów ukraińskich z OUN - UPA zginęło 32 Polaków. 25 lipca 1944 roku Ottynia została zdobyta przez wojska radzieckie.
W czasie okupacji niemieckiej mieszkające tutaj Polki, Maria Sulikowska i Olucia Somienek, udzielały pomocy Żydom, za co po wojnie Instytut Jad Waszem uhonorował je tytułami Sprawiedliwych wśród Narodów Świata.
Po drugiej wojnie światowej, Polacy w wyniku podjętej decyzji o wysiedleniu z rodzinnych stron przewieźli we własnych kufrach i skrzyniach (tzw. komitet zaprzysiężonych obywateli) do Polski całe wyposażenie kościoła z Ottyni, w tym też obraz Matki Bożej z ołtarza głównego, namalowany przez Kazimierza Ładońskiego w 1718 r.  Do dziś wyposażenie to znajduje się kościele w Ligocie Książęcej koło Namysłowa. Kościół w Ottyni, zamknięty w 1945 r. i zamieniony na magazyn, został oddany katolikom w 1992 r.

## Ludzie powiązani z miastem
- Stanisław Perenc – polski ksiądz rzymskokatolicki, proboszcz w Ottyni od 1937 r., aresztowany przez NKWD w 1945 r., zamordowany w nieznanych okolicznościach[12].
- Barbara z Tyszkiewiczów Tokarska – polska ekonomistka, autorka publikacji "Otynijskie gawędy i wspomnienia"[13].
- Josyf Hanczakowski – ukraiński prezes sądu w Ottyni
- Stepan Rybak – ukraiński piłkarz

Polscy burmistrzowie Otyni w okresie II RP
- Edmund Deyczakowski
- Adolf Dostal
- Emeryk Baumknecht (komisaryczny)[14]

Urodzeni w Ottyni

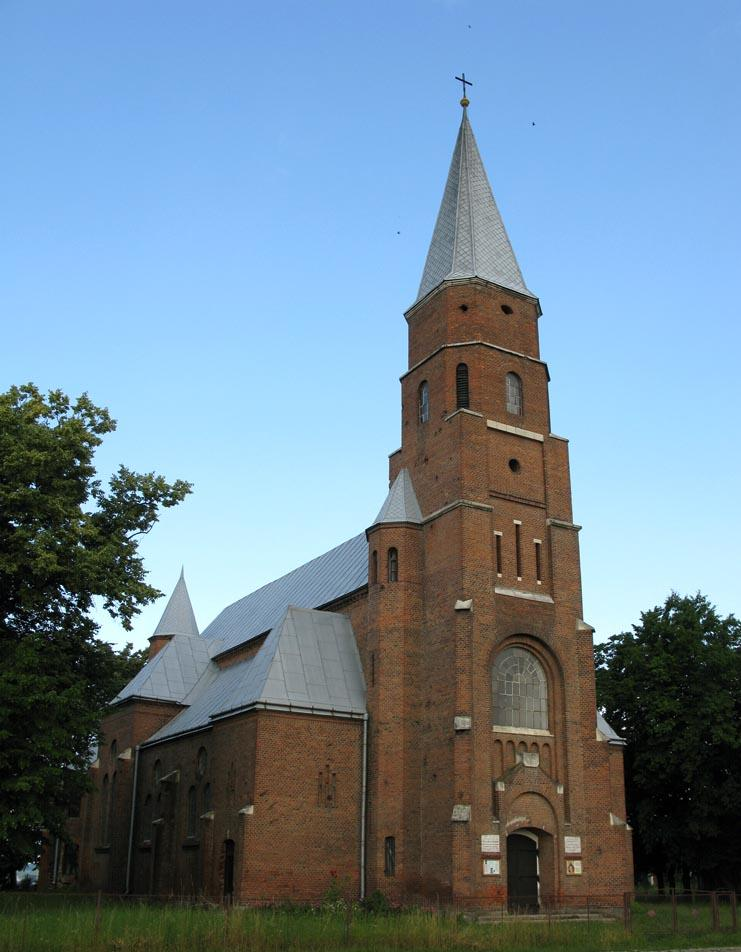
Kościół Wniebowzięcia Najświętszej Maryi Panny w Otyni

- Edward Wania – podpułkownik Wojska Polskiego
- Franciszek Wład – generał brygady Wojska Polskiego
- Florian Władysław Porębski - podpułkownik Wojska Polskiego, służył m.in. w Batalionie KOP "Komańcza" i 3 Brygada Strzelców Karpackich[15]
- Zbigniew Plezia (1917-2000) - kapitan Marynarki Wojennej, w czasie II wojny światowej służył w na okrętach ORP "Burza", ORP "Ślązak" i ORP "Piorun"[16]
- Marta Suchanek-Kłyszewska – polska inżynier górnictwa
- Petro Sawczuk – ukraiński trener piłkarski
- Edward Bień - ur. w Ottyni w 1938 r., współzałożyciel i prezes Stowarzyszenia Kresowian w Dzierżoniowie[17].

Inni
- Teodor Talowski – wykonał projekt kościoła z pocz. XX wieku
- W 1936 honorowe obywatelstwo Ottyni otrzymał Prezydent RP, Ignacy Mościcki[18]